# Tudor Sireteanu
Tudor Sireteanu (n. 11 iulie 1943) este un matematician român, membru corespondent al Academiei Române din 2012.